# Devin Setoguchi
Devin Setoguchi (né le 1er janvier 1987 à Taber, dans la province de l'Alberta au Canada) est un joueur professionnel canadien de hockey sur glace.

## Carrière
De 2003 à 2007, Devin Setoguchi poursuit sa carrière junior dans la Ligue de hockey de l'Ouest. Il participe avec l'équipe LHOu au Défi ADT Canada-Russie en 2006. Au cours des trois premières saisons, il joue avec les Blades de Saskatoon avant de se joindre aux Cougars de Prince George. 
Son jeu au niveau junior lui permet d'intégrer la Ligue nationale de hockey. Il est sélectionné au repêchage d'entrée de 2005 par les Sharks de San Jose, au premier tour (huitième joueur choisi), équipe avec laquelle il fait ses débuts fin octobre 2007. L'équipe le rappelle des Sharks de Worcester de la Ligue américaine de hockey pour combler des postes libres en raison des blessures d'autres joueurs. Il ne rate pas ses débuts en LNH puisque dès sa première partie, le 29 octobre, il marque deux buts contre Marty Turco, gardien de but des Stars de Dallas. 
Le 24 juin 2011, il est échangé au Wild du Minnesota avec Charlie Coyle et un choix de premier tour au repêchage d'entrée dans la LNH 2011 (Zack Phillips) en retour de Brent Burns. Le 5 juillet 2013, il est transféré aux Jets de Winnipeg en échange d'un choix de deuxième tour au repêchage de 2014 .

## Statistiques

### En club
| Saison     | Équipe                         | Ligue      |     | Saison régulière | Saison régulière | Saison régulière | Saison régulière | Saison régulière |    | Séries éliminatoires | Séries éliminatoires | Séries éliminatoires | Séries éliminatoires | Séries éliminatoires |
| Saison     | Équipe                         | Ligue      | PJ  | B                | A                | Pts              | Pun              | PJ               | B  | A                    | Pts                  | Pun                  |                      |                      |
| 2002-2003  | Timberwolves de Crowsnest Pass | AJHL       | 62  | 21               | 18               | 39               | 77               | -                | -  | -                    | -                    | -                    |                      |                      |
| 2003-2004  | Blades de Saskatoon            | LHOu       | 66  | 13               | 18               | 31               | 53               | -                | -  | -                    | -                    | -                    |                      |                      |
| 2004-2005  | Blades de Saskatoon            | LHOu       | 69  | 33               | 31               | 64               | 34               | 4                | 0  | 1                    | 1                    | 0                    |                      |                      |
| 2005-2006  | Blades de Saskatoon            | LHOu       | 65  | 36               | 47               | 83               | 69               | 10               | 8  | 4                    | 12                   | 8                    |                      |                      |
| 2006-2007  | Cougars de Prince George       | LHOu       | 55  | 36               | 29               | 65               | 55               | 15               | 11 | 10                   | 21                   | 24                   |                      |                      |
| 2007-2008  | Sharks de Worcester            | LAH        | 23  | 8                | 11               | 19               | 25               | -                | -  | -                    | -                    | -                    |                      |                      |
| 2007-2008  | Sharks de San José             | LNH        | 44  | 11               | 6                | 17               | 8                | 9                | 1  | 1                    | 2                    | 2                    |                      |                      |
| 2008-2009  | Sharks de San José             | LNH        | 81  | 31               | 34               | 65               | 25               | 6                | 1  | 2                    | 3                    | 2                    |                      |                      |
| 2009-2010  | Sharks de San José             | LNH        | 70  | 20               | 16               | 36               | 19               | 15               | 5  | 4                    | 9                    | 6                    |                      |                      |
| 2010-2011  | Sharks de San José             | LNH        | 72  | 22               | 19               | 41               | 37               | 18               | 7  | 3                    | 10                   | 12                   |                      |                      |
| 2011-2012  | Wild du Minnesota              | LNH        | 69  | 19               | 17               | 36               | 28               | -                | -  | -                    | -                    | -                    |                      |                      |
| 2012-2013  | Reign d'Ontario                | ECHL       | 10  | 4                | 9                | 13               | 2                | -                | -  | -                    | -                    | -                    |                      |                      |
| 2012-2013  | Wild du Minnesota              | LNH        | 48  | 13               | 14               | 27               | 20               | 5                | 1  | 0                    | 1                    | 0                    |                      |                      |
| 2013-2014  | Jets de Winnipeg               | LNH        | 75  | 11               | 16               | 27               | 22               | -                | -  | -                    | -                    | -                    |                      |                      |
| 2014-2015  | Flames de Calgary              | LNH        | 12  | 0                | 0                | 0                | 4                | -                | -  | -                    | -                    | -                    |                      |                      |
| 2014-2015  | Flames de l'Adirondack         | LAH        | 19  | 3                | 7                | 10               | 4                | -                | -  | -                    | -                    | -                    |                      |                      |
| 2015-2016  | HC Davos                       | LNA        | 30  | 11               | 13               | 24               | 2                | 7                | 5  | 3                    | 8                    | 10                   |                      |                      |
| 2016-2017  | Kings de Los Angeles           | LNH        | 45  | 4                | 8                | 12               | 14               | -                | -  | -                    | -                    | -                    |                      |                      |
| 2016-2017  | Reign d'Ontario                | LAH        | 9   | 0                | 3                | 3                | 10               | -                | -  | -                    | -                    | -                    |                      |                      |
| 2017-2018  | Adler Mannheim                 | DEL        | 47  | 11               | 13               | 24               | 26               | 5                | 2  | 0                    | 2                    | 2                    |                      |                      |
| Totaux LNH | Totaux LNH                     | Totaux LNH | 516 | 131              | 130              | 261              | 177              | 53               | 15 | 10                   | 25                   | 22                   |                      |                      |

### En équipe nationale
| Année | Équipe     | Compétition                  |   | PJ | B | A | Pts | Pun               |  | Résultat |
| 2005  | Canada U18 | Championnat du monde -18 ans | 6 | 4  | 2 | 6 | 7   | Médaille d'argent |  |          |

## Trophées et honneurs personnels
- Ligue de hockey de l'Ouest
  - 2006 : nommé dans la 2e équipe d'étoiles de l'association de l'Est